# Премия RU.TV 2011
1-я ежегодная национальная телевизионная Русская Музыкальная Премия телеканала RU.TV 2011 состоялась 1 октября 2011 года в киноконцертном зале «Октябрь». Ведущими премии были Николай Басков и Виктория Боня.

## Голосование
Голосование за артистов проходило в режиме онлайн на официальном сайте телеканала RU.TV в период с 30 августа 2011 года по 30 сентября 2011 года. 1 октября телеканал подвёл итоги голосования, не придавая их широкой огласке. Прямая трансляция проходила 1 октября с 19:30, начало Красной дорожки (где ведущие телеканала встречали звёзд, приглашенных на премию) было запланировано на 17:00.

## Выступления
| Исполнитель                   | Песня               |
| ----------------------------- | ------------------- |
| Нюша                          | «Выбирать чудо»     |
| Инь-Ян                        | «Пофиг»             |
| Quest Pistols                 | «Я твой наркотик»   |
| Градусы                       | «Голая»             |
| Ёлка                          | «Прованс»           |
| Тимати                        | «Я буду ждать»      |
| NikitA                        | «Верёвки»           |
| Потап и Настя Каменских       | «Чумачечая весна»   |
| Филипп Киркоров               | «Снег»              |
| Дима Билан                    | «Мечтатели»         |
| Вера Брежнева feat. Дан Балан | «Лепестками слёз»   |
| Григорий Лепс                 | «Самый лучший день» |

## Номинации

#### Реальный приход
- «Герой» — Alisher
- «Пэрэдайс» — Артур Пирожков
- «Всё будет хорошо» — Митя Фомин
- «Адреналин» — Дима Бикбаев & 4POST
- «Семь восьмых» — Сати Казанова

#### Креатив года
- «Я твой наркотик» — Quest Pistols
- «Fashion man» — Сергей Зверев
- «Начальник» — Вася Обломов
- «Радио Га-га-га» — Таня Терёшина
- «Пэрэдайз» — Артур Пирожков

#### Лучший дуэт
- «Лепестками слёз» — Вера Брежнева и Дан Балан
- «Обернитесь» — Григорий Лепс и Валерий Меладзе
- «Отпусти» — Джиган и Юлия Савичева
- «Чумачечая весна» — Потап и Настя Каменских
- «Я и ты» — Слава и Стас Пьеха

#### Лучшая группа
- «Quest Pistols»
- «Горячий Шоколад»
- «A'Studio»
- «Градусы»
- «Винтаж»

#### Лучший рингтон
- «Всё будет хорошо» — Митя Фомин
- «Вечная любовь» — Денис Майданов
- «Пофиг» — Инь-Ян
- «Одиночество» — Слава
- «Сотри его из мемори» — Виктория Дайнеко

#### Лучший хип-хоп хит
- «Перемен» — Dino MC 47
- «Ice baby» — Guf
- «Босанова» — Баста
- «Закрытый космос» — Каста
- «Я буду ждать» — Тимати

#### Фантастиш
- «Верёвки» — NikitA
- «Давай держаться за руки» — Serebro
- «Любовь спасёт мир» — Вера Брежнева
- «Роман» — Винтаж
- «Дело моё» — Монако

#### Лучший саундтрек
- «Прости за всё» (фильм Поцелуй сквозь стену) — Подиум
- «Выкрутасы» (фильм Выкрутасы) — Потап и Настя Каменских
- «Струны» (фильм Любовь в большом городе 2) — Филипп Киркоров
- «С ночи до утра» (фильм Клуб счастья) — M16 и Настя Задорожная
- «Любовь без обмана» (фильм Ёлки) — 23:45 и 5ista Family

#### Лучшая песня
- «Мечтатели» — Дима Билан
- «Небеса» — Валерий Меладзе
- «Одиночество» — Слава
- «Прованс» — Ёлка
- «Выбирать чудо» — Нюша

#### Лучший видеоклип
- «Небеса» — Валерий Меладзе
- «Я просто люблю тебя» — Дима Билан
- «Ничья» — Зара
- «Пофиг» — Инь-Ян
- «Снег» — Филипп Киркоров

#### Лучший певец
- Валерий Меладзе
- Григорий Лепс
- Дима Билан
- Стас Михайлов
- Филипп Киркоров

#### Лучшая певица
- Ева Польна
- Слава
- Нюша
- Вера Брежнева
- МакSим

## Специальные призы
Самая красивая пара — Потап и Настя Каменских
Выбор поколений — «Руки Вверх!»
Лучший клипмейкер — Алан Бадоев
Лучшая актриса года — Екатерина Вилкова